# تپه گورستان حسین‌آباد
تپه قبرستان حسین‌آباد مربوط به سده‌های اولیه دوران‌های تاریخی پس از اسلام است و در شهرستان بوئین‌زهرا، بخش آوج، روستای حسین‌آباد واقع شده و این اثر در تاریخ ۲۴ فروردین ۱۳۸۲ با شمارهٔ ثبت ۸۱۷۵ به‌عنوان یکی از آثار ملی ایران به ثبت رسیده است.